# Сергєєв Павло Васильович
Сергєєв Павло Васильович (1931—2007) — радянський та російський фахівець в галузі молекулярної фармакології, радіобіології та біохімії. Академік РАМН (1991, членкор АМН СРСР з 1986). Випускник 2-го Московського медичного інституту імені М. І. Пирогова — нині РНІМУ імені М. І. Пирогова, з яким пов'язав все життя. Організатор там медико-біологічного факультету, був його деканом, з 1968 р. завідувач кафедри молекулярної фармакології і радіобіології медико-біологічного факультету, її організатор, нині кафедра носить його ім'я. Заслужений діяч науки РФ (1996). Лауреат Державної премії РФ в області науки і техніки (1997).

## Біографія
Народився в Тулі.
У 1949 році закінчив школу зі срібною медаллю і вступив на педіатричний факультет.
Потім навчався в аспірантурі.
Працював асистентом, науковим співробітником, професором.
У 1993 році на базі медико-біологічного факультету П. В. Сергєєв організував Міжнародний центр теоретичної медицини, директором якого він був до 2003 року.
Був членом Президії РАМН і бюро Відділення медико-біологічних наук РАМН, а також секції з фармакології МОЗ РФ.